# We are.
«We are.» es el sexto sencillo lanzado por la banda japonesa Do As Infinity en vísperas navideñas del año 2000 bajo el sello Avex Trax.

## Información
Este sencillo puede considerarse el único de la banda que fue lanzado con una mentalidad estrictamente comercial; los arreglos de la canción estaban especialmente diseñados para la Navidad, incluso con algunas campanas.
En el video musical de la canción también se puede ver reflejado esto. Tomiko aparece en todo el video en una vitrina de una tienda cantando, llena de artículos de Navidad a los lados, y la otra escena es un escenario donde la banda toca la canción. Este video es el último de Do As Infinity donde aparece Dai Nagao como un miembro activo más de la banda. De este trabajo en adelante Nagao decidiría solo remontarse a la escritura y composición de las canciones para el grupo, alejándose de la luz pública.
Otra curiosidad de este sencillo es que incluye como lado b la versión original de "new world", que para el lanzamiento del álbum fue nuevamente arreglada y algunos instrumentos fueron cambiados, aunque los registros vocales son los mismos.

## Canciones
1. «We are.»
2. «Enrai» (永遠 Eternidad?)
3. «new world»
4. «SUMMER DAYS» (8.27 Live version)
5. «We are.» (Instrumental)
6. «Enrai» (Instrumental)
7. «new world» (Instrumental)

- Datos: Q1323644